# Koninklijke Harmonie "Sophia's Vereeniging"
Koninklijke Harmonie "Sophia's Vereeniging", Loon op Zand werd opgericht op 19 februari 1864 door Jonkheer Arnold A.J.M. Verheyen, burgemeester van Loon op Zand, en zijn broer Jonkheer Mr. Jean Baptist A.J.M. Verheyen (die dubbele e in Vereeniging is geen spelfout, maar werd vroeger zo gespeld en dit is nooit veranderd!). Zij voegden in 1864 twee concurrerende muziekgezelschappen samen en gaven deze "Vereeniging" de naam van hun moeder "Sophia".

## Geschiedenis
Nog steeds is de familie Verheyen nauw verbonden aan Sophia en het erevoorzitterschap wordt waargenomen door Jonkheer Mr. Charles E.J.M. Verheyen.
In 1910 behoorde Sophia tot de medeoprichters van de Koninklijke Nederlandse Federatie (K.N.F.). In 1933 bereikte Sophia de top van de muzikale ladder met het behalen van de grote zilveren wisselbeker van de K.N.F.. Sinds 1939, ter gelegenheid van het 75-jarig bestaan, voert Sophia het predicaat "Koninklijke". Gedurende bijna bijna 40 jaar heeft Sophia zich op de hoogste niveau weten te handhaven en ontelbare successen werden behaald in binnen- en buitenland. In 1962 wordt Sophia voor de eerste keer landskampioen van de K.N.F. en wint het borstbeeld van Jonkheer van de Pol. In 1963 vertegenwoordigt Sophia de K.N.F. op het Internationaal Concours te Luxemburg en behaalt 119 van de 120 te behalen punten. In de periode van 1969 tot 1980 werd onder leiding van Heinz Friesen 5 keer het landskampioenschap van de Koninklijke Nederlandse Federatie behaald.
In 1980 werd de dirigeerstok overgenomen door Jan Cober. Met Sophia behaalde hij in november 1980 tijdens het federatiemuziekconcours te Venlo het hoogste aantal punten van alle in Nederland gehouden muziekconcoursen, terwijl in maart 1981 het landskampioenschap van de KNF werd gewonnen tijdens het Topconcours van Arnhem. Verder werd het landskampioenschap ook in 1984, 1985 en 1990 gewonnen.
Sinds september 1993 is de dirigeerstok opnieuw in handen van Heinz Friesen en Jos van de Braak als tweede Dirigent.
Hoogtepunten waren de deelname aan het Wereld Muziek Concours 1997 te Kerkrade (tweede plaats) en de talloze concertreizen naar het buitenland, zoals naar Parijs, Frankrijk, Boston, Albany en New York, Verenigde Staten, Schapbach, Duitsland, Lloret de Mar, Spanje en de Loirestreek, Frankrijk.
Aan de vereniging werd in 1955 een drumband toegevoegd, die zich in de loop der jaren ontwikkeld heeft tot de huidige podiumslagwerkersgroep SPE (Sophia's Percussion Ensemble). Dit ensemble is uitgegroeid tot een van de betere slagwerkgroepen van Nederland.

## Dirigenten
- 1969-1980 Heinz Friesen
- 1980-1993 Jan Cober
- 1993- Heinz Friesen en Jos van de Braak (tweede dirigent)

## Voorzitter
- 2002- Dhr. P. Essers